# Comuna Dibrova, Malîn
Dibrova (în ucraineană Дібрівська сільська рада) este o comună în raionul Malîn, regiunea Jîtomîr, Ucraina, formată din satele Dibrova (reședința), Huska, Iarociîșce, Lisna Kolona și Nova Dibrova.

## Demografie
Componența lingvistică a comunei Dibrova
     Ucraineană (97,92%)
     Rusă (1,1%)
     Alte limbi (0,98%)
Conform recensământului din 2001, majoritatea populației comunei Dibrova era vorbitoare de ucraineană (97,92%), existând în minoritate și vorbitori de rusă (1,1%).